# John Denney
John Denney (* 20. Jahrhundert) ist ein ehemaliger US-amerikanischer Skispringer.
Sein erstes internationales Turnier bestritt Denney zur Vierschanzentournee 1977/78. Er landete jedoch bei allen vier Springen nur auf hinteren Plätzen. Am 30. Dezember 1980 bestritt Denney sein erstes Springen im Skisprung-Weltcup. Zwar konnte er seine Leistung in der Vierschanzentournee 1980/81 steigern, blieb aber weit hinter den Erwartungen zurück. Erst beim Weltcup im kanadischen Thunder Bay gelang ihm mit dem 13. Platz im ersten und dem 10. Platz im zweiten Springen der Sprung in die Punkteränge. Am Ende belegte er Platz 60 in der Weltcup-Gesamtwertung. Auch bei der Vierschanzentournee 1981/82 blieb der Erfolg aus. In seinem einzigen weiteren Weltcup-Springen belegte er in Planica den 11. Platz und konnte so erneut fünf Weltcup-Punkte gewinnen. Zum Ende der Weltcup-Saison 1981/82 belegte er den 54. Platz in der Gesamtwertung. Zur Vierschanzentournee 1982/83 trat Denney nicht an, jedoch konnte er in den Weltcup-Sprüngen nach der Tournee in Vikersund, Lahti und Oberstdorf insgesamt sieben Weltcup-Punkte sammeln. Mit diesen sieben Punkten belegte er am Ende der Saison den 50. Platz in der Weltcup-Gesamtwertung. Mit den Springen zur Vierschanzentournee 1983/84, bei denen er erneut ohne Erfolg blieb, beendete er seine aktive Skisprungkarriere.